# Circulator
『Circulator』（サーキュレーター）は、GRAPEVINEの4枚目のアルバムである。2001年8月1日にポニーキャニオンより発売された。

## 概要
- 3ヶ月連続リリースの第3弾。前作から約1年5ヶ月振りのアルバムとなった。
- タイトルは「循環器」「循環させるもの」という意味である。
- ベーシストの西原誠がジストニア治療によって一時離脱したこともあり、今回のアルバムは3人での製作となった。その為、GRAPEVINEのアルバムでは初めて西原の楽曲が収録されておらず、楽曲の大半のベースもプロデューサーである根岸孝旨(Dr.StrangeLove)が務めている。アルバムのツアーにはサポートメンバーとしてベースに金戸覚、キーボードに高野勲が参加した。
- 今作は他のアルバムに比べて田中による作曲の割合が高く、収録曲数(13曲)もオリジナルアルバムでは最多である。ゲストミュージシャンとしてあらきゆうこ、斎藤有太らが参加している。
- 田中は「(過去の作品と比べて)一番『ロックっぽく』なったのではないか」とBARKSのインタビューで語っている。一方で西原は「古いファンは離れるかも」と、自身の休養時に田中を通じて述べており、復帰後にも今作について「なんだろ…閉塞感、みたいなものを普通に感じたんですよ」と評している。
- 後に『From a smalltown』の発売日である2007年3月7日に低価格・限定盤として再発された。

## 収録曲
1. Buster Bluster
作詞/作曲：田中和将
2分にも満たない楽曲であるが、歌詞が存在している。田中、西川、亀井の3人がボーカルとしてクレジットされており、声自体も加工されたものになっている。
2. 壁の星
作詞/作曲：田中和将
打ち込みとチェロが使われた作品。
3. discord
作詞：田中和将/作曲：亀井亨
10thシングル。WOWOW「コパ・アメリカ2001」テーマソング。
4. 風待ち
作詞：田中和将/作曲：亀井亨
11thシングル。今作の先行シングルとなった。
『Best of GRAPEVINE 1997-2012』ファン投票13位（中間結果13位）。
5. lamb
作詞：田中和将/作曲：亀井亨
本来はアルバムに収録せず、しばらくお蔵入りになる予定だったが、非常に完成度が高かったことから収録されることになった。
田中はこの曲を「亀井メロの王道」と評している。
『Best of GRAPEVINE 1997-2012』ファン投票27位（中間結果28位）。
6. Our Song
作詞/作曲：田中和将
9thシングル。
『Best of GRAPEVINE 1997-2012』ファン投票7位（中間結果6位）。
7. (All the young)Yellow
作詞：田中和将/作曲：西川弘剛
ダンロップ「デジタイヤ」CMソング。
8. フィギュア
作詞：田中和将/作曲：西川弘剛
亀井曰く「デモテープの完成度が高かった」とのこと。
9. ふれていたい
作詞：田中和将/作曲：亀井亨
8thシングル。
『Best of GRAPEVINE 1997-2012』ファン投票25位（中間結果24位）。
10. アルカイック
作詞：田中和将/作曲：西川弘剛
11. 波音
作詞/作曲：田中和将
12. B.D.S.
作詞：田中和将/作曲：亀井亨
タイトルは「ブレーキ・ダウン・シンドローム」の略。あらきゆうことのツインドラムという形式で収録された。
ライブではアウトロが省略される形で演奏されることが多く、演奏前に田中は「南部の男になってくれ。COME ON、B.D.S.!」と言う。
13. I found the girl
作詞/作曲：田中和将
田中によると、コーラスが大変だったらしく、かなり時間がかかったとのこと。西川がベース、亀井がノイズギターを担当している珍しい曲である。

- 編曲：GRAPEVINE、根岸孝旨

## パーソナル
- 田中和将 
  - ボーカル
  - エレクトリックギター (#1.3.5.7.8.10.11.12.13)
  - アコースティックギター (#2.4)
  - ギター (#6.9)
- 西川弘剛 
  - エレクトリックギター (#1.2.3.5-10.12)
  - エレクトリックガットギター、マンドギター (#11)
  - ギター (#4)
  - ボーカル (#1)
  - ベース (#13)
- 西原誠 - ベース(#9､10､11)
- 亀井亨 
  - ドラムス
  - ボーカル、ボンゴ (#1)
  - タンバリン (#3)
  - シェイカー (#7)
  - ノイズギター (#13)
- 根岸孝旨
  - ベース (#1-8.12)
  - ピアノ (#2.11.13)
  - プロフェット5 (#2.3)
  - バックグラウンドボーカル (#3.4.10)
- 岸利至 - プログラミング (#2)
- 渡辺等 - チェロ (#2)
- あらきゆうこ (smorgas)
  - ドラム (#12)
  - コンガ (#9)
  - タンバリン (#4.10)
- 木本靖夫 - プログラミング (#4.6.9.11)
- 五十嵐慎一
  - ピアノ (#4.12)
  - シンセサイザー (#4)
  - ハモンドオルガン (#12)
- 大石真理恵 - シェイカー、タンバリン (#6)
- 柴田俊文 - クラヴィネット (#7)
- 斎藤有太 - ローズ・ピアノ (#10)